# Piple (Terhathum)
Piple – gaun wikas samiti we wschodniej części Nepalu w strefie Kośi w dystrykcie Terhathum. Według nepalskiego spisu powszechnego z 2001 roku liczył on 315 gospodarstw domowych i 1729 mieszkańców (914 kobiet i 815 mężczyzn).